# Leveles Zoltán
Leveles Zoltán (Szabadka, ? ) hindu tanító. 

## Élete
Életére meghatározó benyomásokat tett a délvidéki magyarokat körbevevő multikulturális közeg. 1994-ben a háborús helyzetben történt kötelező behívó miatt 108 napig kénytelen volt a Jugoszláv Néphadsereg (JNA) színeiben szolgálni a délszláv háború sújtotta Koszovón.
Eredetileg állatorvosnak készült. 1988-ban találkozott a hinduizmussal. Fél év tanulmányozás után döntött úgy, hogy felteszi életét a védikus bölcsesség tanulmányozására és gyakorlására. Nem sokkal ezután vaisnava kolostorba költözött tanulmányai elmélyítésére.
Ekkor részesült harináma beavatásban Bhakti Abhay Narayan Mahárádzs által. A beavató mester A.Cs. Bhaktivédánta Szvámí Prabhupada első magyar tanítványa volt, akinek nevéhez fűződik a Krisna-tudat korai magyarországi elterjesztése. Bhakti Abhay Narayan Mahárádzs mestere eltávozása után, Bhaktivédánta Szvámí Prabhupada javaslata alapján, Bhakti Raksaka Sridhar Mahárádzs vaisnava tanítómesterhez fordult további tanításokért.
2000-ben tett tanítói fogadalmát Indiában. Első indiai zarándoklata 1995-ben történt. Lelki életére meghatározó élmény volt a kor legkiemelkedőbb Gaudiya Vaisnava tanítómesterekkel való találkozása. Személyesen hallgatta Bhakti Pramod Puri Maharaj, Bhakti Vallabha Tirtha Maharaj, Bhakti Kumud Shanta Maharaj, Bhakti Vaibhava Puri Maharaj és más kiemelkedő vaisnava mester tanításait.
Számos szakmai cikk szerzője. Több könyv és film alkotásában is részt vett. Publikációiban a létkérdéseken túl szívesen foglalkozik napjaink társadalmi problémáival is. India rendszeres látogatója, ahol környezetvédelmi projektekben, valamint középkori kolostorok rekonstruálásán vesz részt. A Brahma-Madhva-Gaudiya Sampradaya spirituális tradíciót követi. Világnézetét az Achintya Bheda Abheda filozófia határozza meg.

## Kiadott művei
- Varázslatos India, 2004, Gálos Könyvkiadó, Pécs: Társszerző
- Leveles Zoltán – Juhász Balázs: Álmom India, 2010, magánkiadás: író
- A szolidaritás harcosai, 2013, Bharata Kultúrtér, Budapest: Fordító
- India élménykönyv, 2014, magánkiadás: Társszerző
- India Gangesz-parti mosolya, 2016, Bharata Kultúrtér, Budapest: Fordító

## Filmográfia
- A Guru című magyar dokumentum játékfilm forgatókönyvírója, rendező munkatársa.  A film 2010-ben jelent meg, melyet a 2010-es Kumbha Melán forgattak Vrindavanban majd a 42. Magyar Filmszemle debütált 2011-ben.
- Vissza Indiába magyar riportfilm, 2014-ben a Vas megyei Függetlenfilm Fesztiválon került bemutatásra
- Valahol Indiában filmetűd sorozat 2014-től,

## Alapításai
2000-től az India Hangja indiai tanulmányutak szervezője, 2009-ben megalapította az India Klub Alapítványt. Ugyanebben az évben útjára indította a Duna pudzsa projektet. Majd 2012-ben alapította a budapesti Bharata Kultúrteret, 2013-ban pedig az Inbound Jógaiskola társalapítója ként munkálkodott. 2018-ban létrehozta a Bharata webshopot, majd 2020-ban megalapította az Odaadás Útja Hindu Vallási egyesületet.

## Weboldalai
1999-ben létrehozta az India Hangja hírlevelet indiahangja.hu, melynek célja spirituális olvasóközönség hiteles tájékoztatása. 
2007-ben megalapította a Hinduizmus portált hinduizmus.hu, amely nemzetközileg elismert szakmai portál. 2012-ben életre keltette a bharata.hu spirituális portált, ahol közel 500 tanulmányt publikált különféle spirituális témákban, mint például erőszakmentesség, vegetáriánizmus, lélekvándorlás, karma stb. A Bharata Kultúrtér webshopja 2018-ban indult, melynek weboldala a webshop.bharata.hu, indiai termékek boltja. 2000-ben létrehozta az indiaiutazas.com weboldalát, mely spirituális India utazások megismerésére szolgál.

## YouTube csatornái
- Hinduizmus
- Bharata Kultúrtér

## Díjai
- Vrinda Award 2018
- Antall József Emlékdíj (Álmom India)